# Секрет Полішинеля

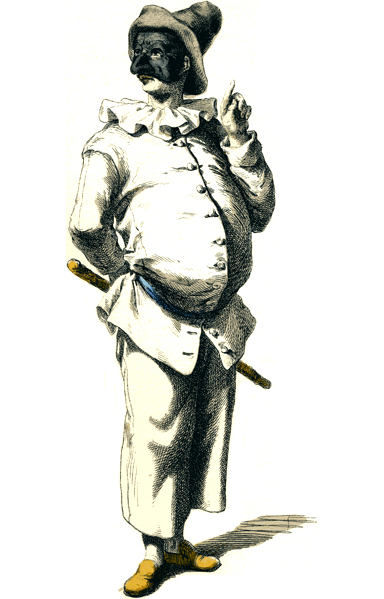
Полішинель

Секре́т Полішине́ля — таємниця, яка всім і так відома.
Цей вислів має на увазі наявність якоїсь таємниці, яка насправді таємницею не є, однак всі воліють удавати, що таємниця все-таки є. Кажучи по-іншому, це така «таємниця», яка й так усім відома.
Вираз походить від комедійного персонажа у неаполітанському народному театрі, базіки та блазня Полішинеля, у якого була звичка повідомляти іншим під великим секретом речі, які й так усім були відомі.
Вислів «секрет Полішинеля» — вживаний і поширений і в наш час: його застосовують здебільшого у своїй сфері журналісти й політики.